# Oberjoch

Ortstafel in Oberjoch

Oberjoch (mundartlich: s Joh) ist ein Ortsteil des Marktes Bad Hindelang auf einem Hochsattel im bayerisch-schwäbischen Landkreis Oberallgäu. Das Pfarrdorf wird als „Deutschlands höchstgelegenes Ski- und Bergdorf“ beworben, jedoch gibt es höher gelegene Siedlungen in Deutschland (Feldberg (Ort), Winklmoos-Alm, Gerstruben).

## Geographie

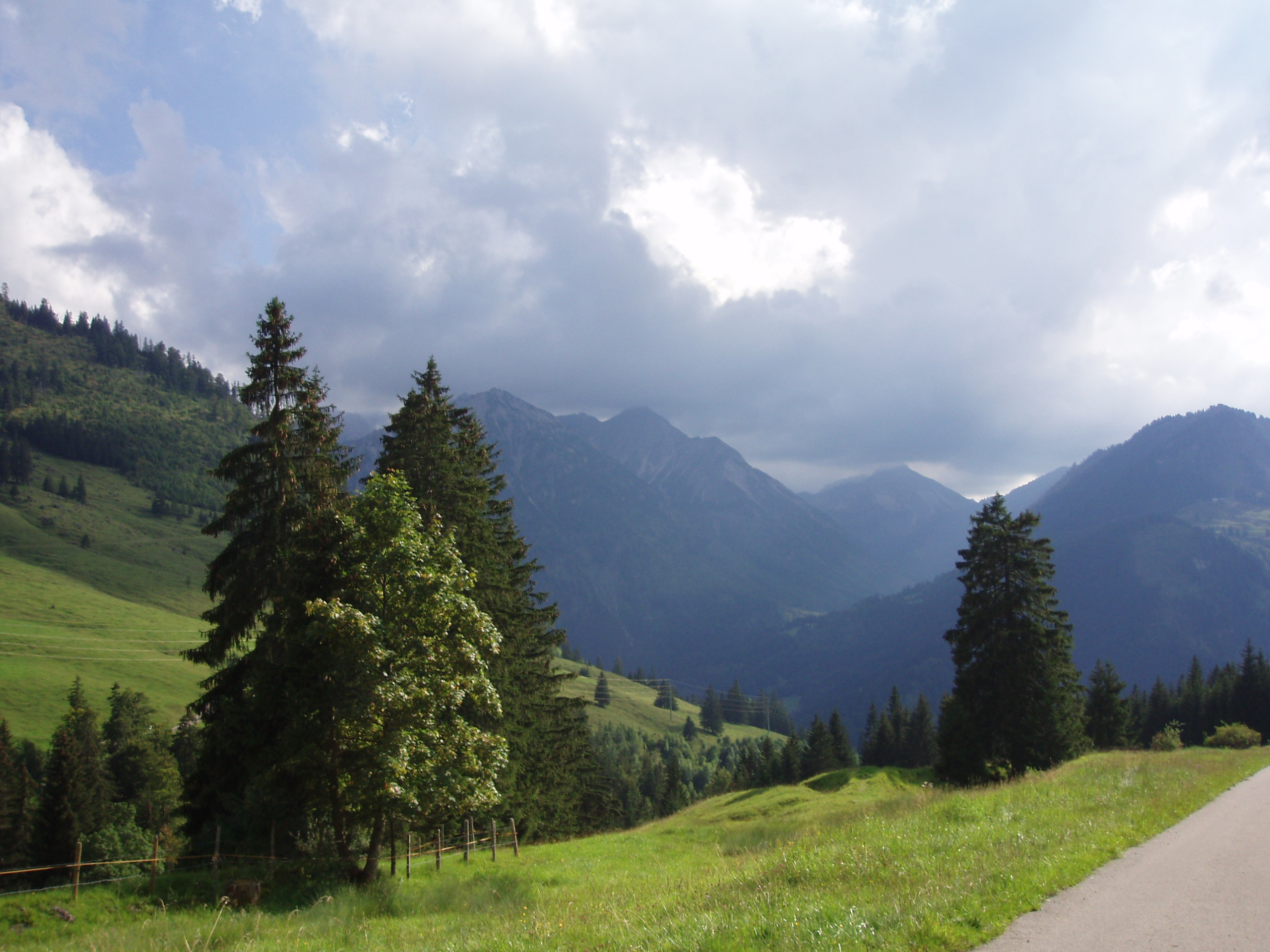
Blick vom Ortsrand

Der heilklimatische Kurort liegt in den Allgäuer Alpen über dem Ostrachtal am nördlichen Rand der Kalkalpen in einem Hochtal zwischen den Bergen Iseler und Ornach an der Deutschen Alpenstraße, welche als Bundesstraße 308 über Oberjoch nach Österreich mit der Grenzstation Schattwald führt. Der Oberjochpass gilt mit 107 Kurven als die kurvenreichste Straße Deutschlands.

## Geschichte
Oberjoch hatte sich vor allem auf agrarischer Grundlage entwickelt. Urkunden von 1482 berichten, dass viele „Zillenpuhler“ sich in Oberjoch ansiedelten. Die Siedler kamen wohl bereits seit dem 15. Jahrhundert aus dem Ostrachtal herauf und waren alemannischer Abstammung. Als solche bevorzugten sie die geschlossene Gruppensiedlung, fanden aber eine Straße (den römischen Saumpfad) als Leitlinie vor, so dass der alte Ort eine lang gezogene, etwas offene Gestalt erhielt.
Die Alemannen versuchten zwar immer, möglichst autarke Hofwirtschaften zu gründen, doch wird die Eigenversorgung in Oberjoch nie ganz möglich gewesen sein. Dagegen sprechen die Höhenlage über der Höhengrenze des Getreideanbaus (in den nördlichen Kalkalpen bei ca. 1000 m), die ungünstigen Bodenverhältnisse im Talbereich (bei geringem Gefälle vernässte und damit saure Böden) und die ungünstigen klimatischen Bedingungen (infolge der Ost-West-Erstreckung des Jochpasses eine lang währende, mächtige Schneedecke). Die natürlichen Voraussetzungen gestatteten also nur eine bescheidene Viehwirtschaft, deren Erträge durch Nebenerwerb aufgebessert werden mussten. Gelegenheit boten das Handwerk des Nagelschmiedes, die Straße (Beherbergung der Fuhrleute, Rossfütterung) und die Leinenweberei (Flachsanbau im Ostrachtal).
Mit Beginn des 20. Jahrhunderts verschlechterten sich die Existenzbedingungen der Oberjocher rapide. Die Verkehrserschließung des Allgäus durch die Eisenbahnlinie Immenstadt, Sonthofen, Oberstdorf, brachte die Auflösung der Selbstversorgung mit sich. Die Ostrachtaler Bauern konnten nun Getreide- und Hackfrüchte billiger kaufen als anbauen. Das Ostrachtal, das in der ersten Hälfte des 19. Jahrhunderts schon den Flachsanbau aufgegeben hatte, stellte jetzt völlig auf die rentablere Grünlandwirtschaft um. Die Oberjocher Bauern betrieben weiterhin Vieh- und Holzwirtschaft. Sie standen im Vergleich mit den Talbauern immer noch schlechter da. Auch an einer zweiten Innovation, die den Talbauern neue Vorteile brachte, konnten die Oberjocher nur gering teilhaben, nämlich der Rundkäseherstellung. Der Grund liegt in der erforderlichen hohen Milchmenge. Die Oberjocher Bauern konnten infolge der natürlichen Voraussetzungen nur wenige Kühe halten und brachten daher diese Milchmenge nicht auf.
Bis zum Ende des 19. Jahrhunderts hatte Oberjoch seine größte Ausdehnung als Bergbauerndorf erreicht. Der Ort, mit damals 21 Häusern mehr ein Weiler als ein Dorf, bestand aus 13 landwirtschaftlichen Anwesen, hinzu kamen Salzstadel, Zollhaus, Straßenwärterhaus, Kirche und drei Nagelschmieden. Da schließlich der Nebenerwerb in den Nagelschmieden, die vor allem Nägel für Bergschuhe herstellten, durch die Einführung der Noppengummi-Schuhsohlen um 1920 gänzlich zum Erliegen kam, entschlossen sich viele Oberjocher zur Abwanderung. Nur sieben landwirtschaftliche Anwesen verzeichnet daher die Karte von 1930.

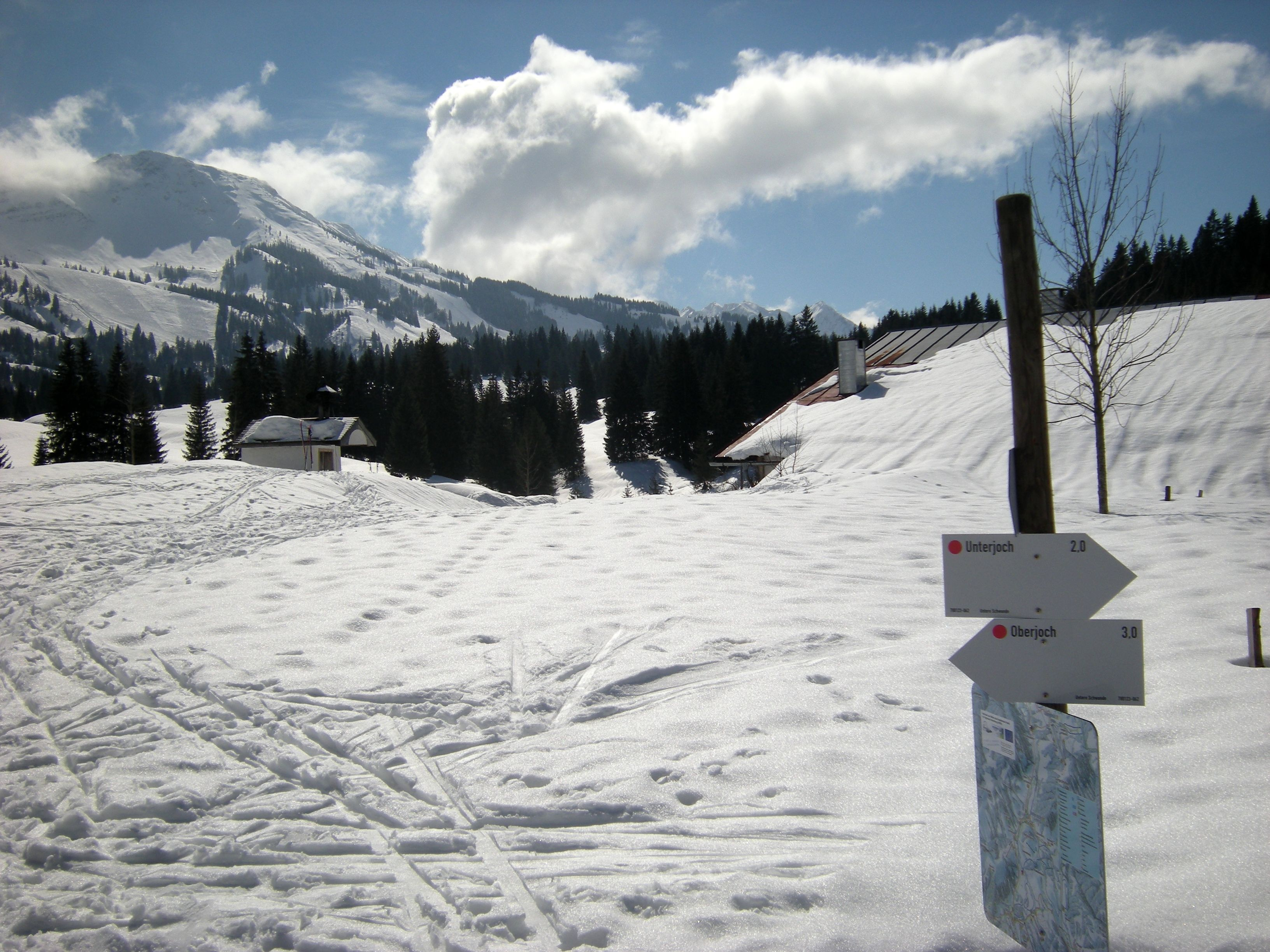
Loipe

Einen neuen Impuls gab dann in den 1930er Jahren die Entwicklung des Fremdenverkehrs. Er setzte trotz des Ausbaus der Jochstraße 1895–1900 in Oberjoch erst 1932 ein. Anders als im übrigen Alpengebiet, wo der Fremdenverkehr als Bädertourismus wie in Bad Oberdorf durch das Hotel „Luitpoldbad“ schon seit dem 18. Jahrhundert und dann als Alpinismus und Sommerfrische zum Ende des 19. Jahrhunderts begann, setzte in Oberjoch der Fremdenverkehr gleich in seiner damals modernsten Form, dem Wintersporttourismus, ein. 1932 baute der Münchner Bergverleger und Herausgeber der Zeitschriften „Winter“ und „Bergkamerad“, Rudolf Rother das Hotel Ingeburg, das nach dem Alpengasthof Löwen (aus der Salzstraßenzeit) und dem Hochpasshaus (1927/28) als exklusives Hotel, das 1938 stark vergrößert wurde, die dritte Übernachtungsstätte im Ort wurde. Durch die Zeitschriften wurde nicht nur das neue Hotel beworben, sondern besonders die sichere Schneelage und Schönheit des Oberjochs selbst im Ruhrgebiet bekannt gemacht.

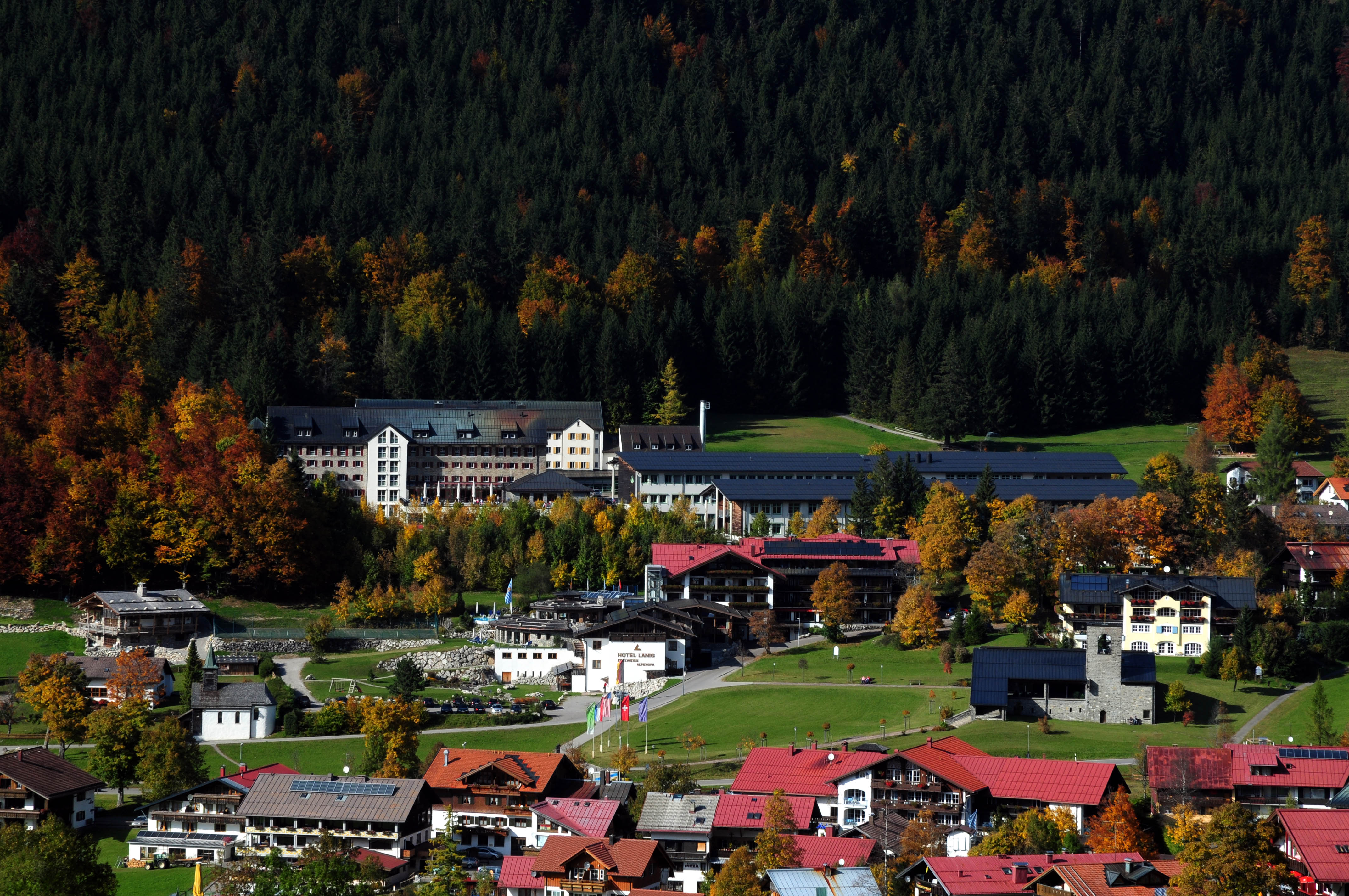
Alpenklinik Santa Maria

Rother, selbst engagierter Skifahrer und Bergsteiger, hatte somit die weiterführende Idee zu der, die vier Jahre vor ihm der sportbegeisterte General Walter von Reichenau entwickelt hatte, unter dessen Regie das Berghaus Iseler für eine Ulmer Nachrichteneinheit erbaut wurde. 1934 folgte das Reichsarbeitsdienstlager an der Straße nach Unterjoch, 1937 die Polizeiskischule (heute eine Kinderklinik, die Rehaklinik Santa Maria in Oberjoch), 1938 das Cafe Lanig.
Oberjoch wuchs nun fast ausschließlich für den Fremdenverkehr weiter, es entstanden an der Straße mehrere Geschäfte, Gästehäuser und Pensionen. Das Zentrum bildete sich damals am Ortsbrunnen des Gasthof Löwen heraus. Hier wurde ein Lebensmittelgeschäft eröffnet, der Gasthof erhielt einen neuen Osttrakt, im ehemals bäuerlichen Anwesen Nr. 9 wurde eine Skiwerkstätte betrieben. Von der Einweihung des Iseler-Skiliftes im Jahre 1940 hatte man sich einen weiteren Aufschwung des Ortes erhofft, doch machte der Zweite Weltkrieg vorläufig einen Strich durch die Rechnung.
In der Zeit von Mitte April bis 2. Mai 1945 bezog ein Teil des Führungsstabs der Heeresversuchsanstalt Peenemünde unter Leitung von General Walter Dornberger und Wernher von Braun, zuletzt im Rang eines SS-Obersturmbannführers, Quartier im „Haus Ingeburg auf der Höhe“. Von dort aus begab sich der Stab in Reutte am 2. Mai 1945 in amerikanische Gefangenschaft. In den Folgejahren trug von Braun und sein Team maßgeblich zum US-Raumfahrtprogramm und den bemannten Mondlandungen bei.

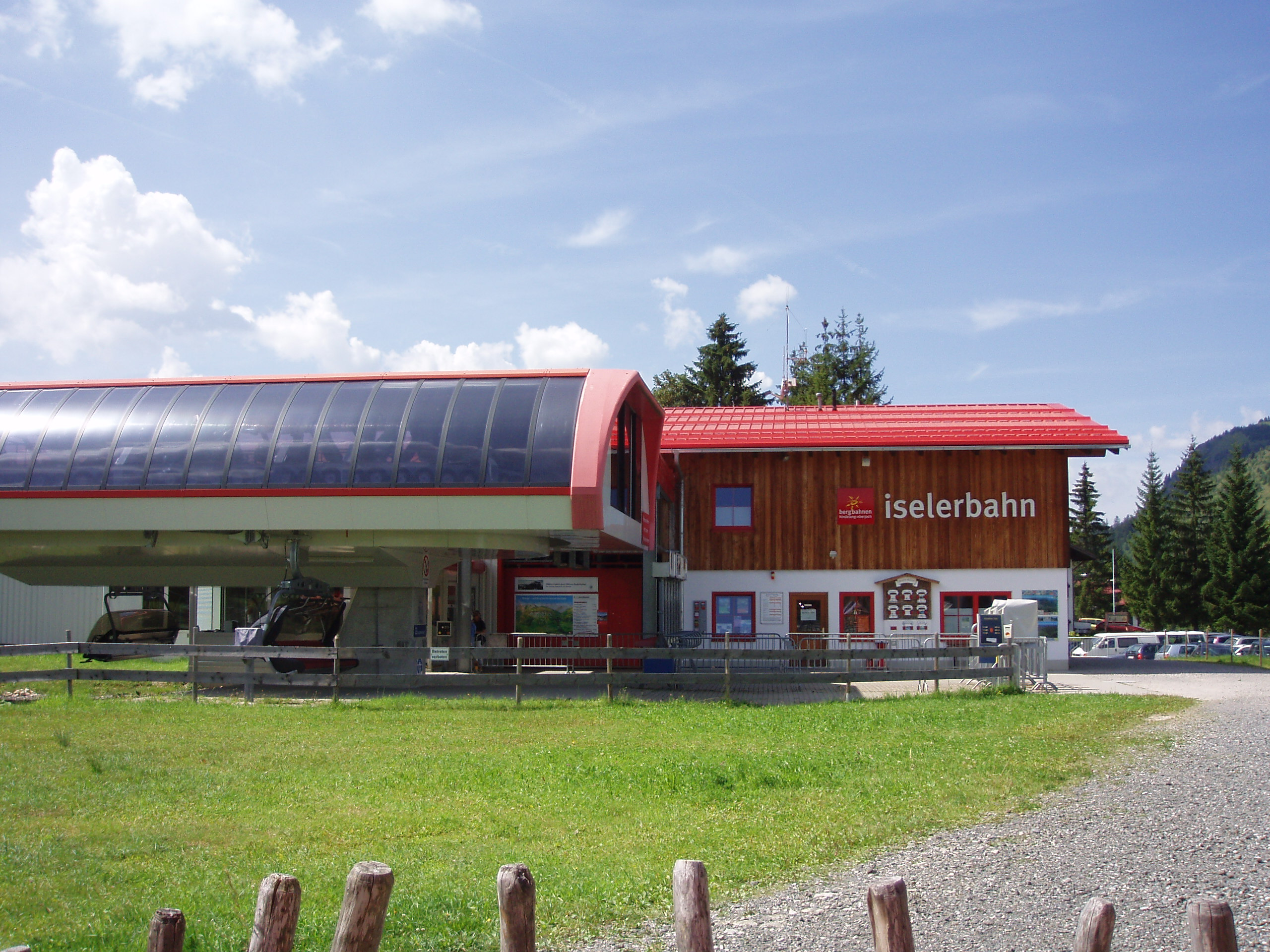
Talstation der Iselerbahn

Nach 1945 wurde Oberjoch aber zügig weiter erschlossen, wobei der Ortskern verdichtet und in der Peripherie Kureinrichtungen gebaut wurden. Die Fremdenverkehrsteilgemeinde baute ein Hochmoorbad, entwickelte die Omnibuslinie Komm-mit, baut eine Skifabrik (HOSP-Ski) baute 5 weitere Lifte mit verbesserten Abfahrten, eine neue katholische Kirche, Ferienwohnungshäuser, Luftkureinrichtungen und lange einfache Spazierwege.
In der Nacht vom 28. Februar auf den 1. März 1990 verwüstete der Orkan „Wiebke“ den Baumbestand am unteren Iseler und am Ornach fast vollständig. Grund war die Düsenwirkung der Topografie von Hochsattel und flankierenden Bergen. Das gesamte Gebiet wurde in den folgenden 10 Jahren wieder aufgeforstet, um auch dort wieder zu einer ordentlichen Forstwirtschaft zurückkehren zu können.

### Alpines Trainingszentrum Allgäu
Das Alpines Trainingszentrum Allgäu (ATA) in Oberjoch wurde am 16. Dezember 2005 eröffnet. Es ist der zentrale Standort für die Förderung des deutschen Ski-Nachwuchses. Auf einem abgesperrten Areal findet hier ein leistungsorientiertes Skitraining statt. Zum Trainingszentrum gehören eine Lagerhalle und ein Funktionsgebäude im Zielbereich. Die Strecke, die für die Kerndisziplinen Riesenslalom und Slalom geeignet ist und sich bereits in Europacup-Rennen bewährt hat, wird von Allgäuer Nachwuchsfahrern, den Landeskadern, sowie Lehrgangsgruppen der Nationalmannschaften genutzt. Mit der Flutlichtanlage sind, vor allem für den schulpflichtigen Nachwuchs, die Grundvoraussetzungen geschaffen worden, um auch in den späten Nachmittags- und frühen Abendstunden auf hohem Niveau und hoher Frequenz trainieren zu können. Zudem kommen die verbesserten Bedingungen den Freizeitsportlern zugute, welche die erweiterten Möglichkeiten rund um die Iselerbahn in den trainingsfreien Zeiten nutzen können. Betreiber des ATA ist der Allgäuer Skiverband.
Daten:
- Höhendifferenz: 310 m
- Streckenlänge: 920 m
- max. Gefälle: 50 %
- min. Gefälle: 20 %
- 20 Flutlichtmasten mit 200 Lux Beleuchtungsstärke

## Kematsried-Moos

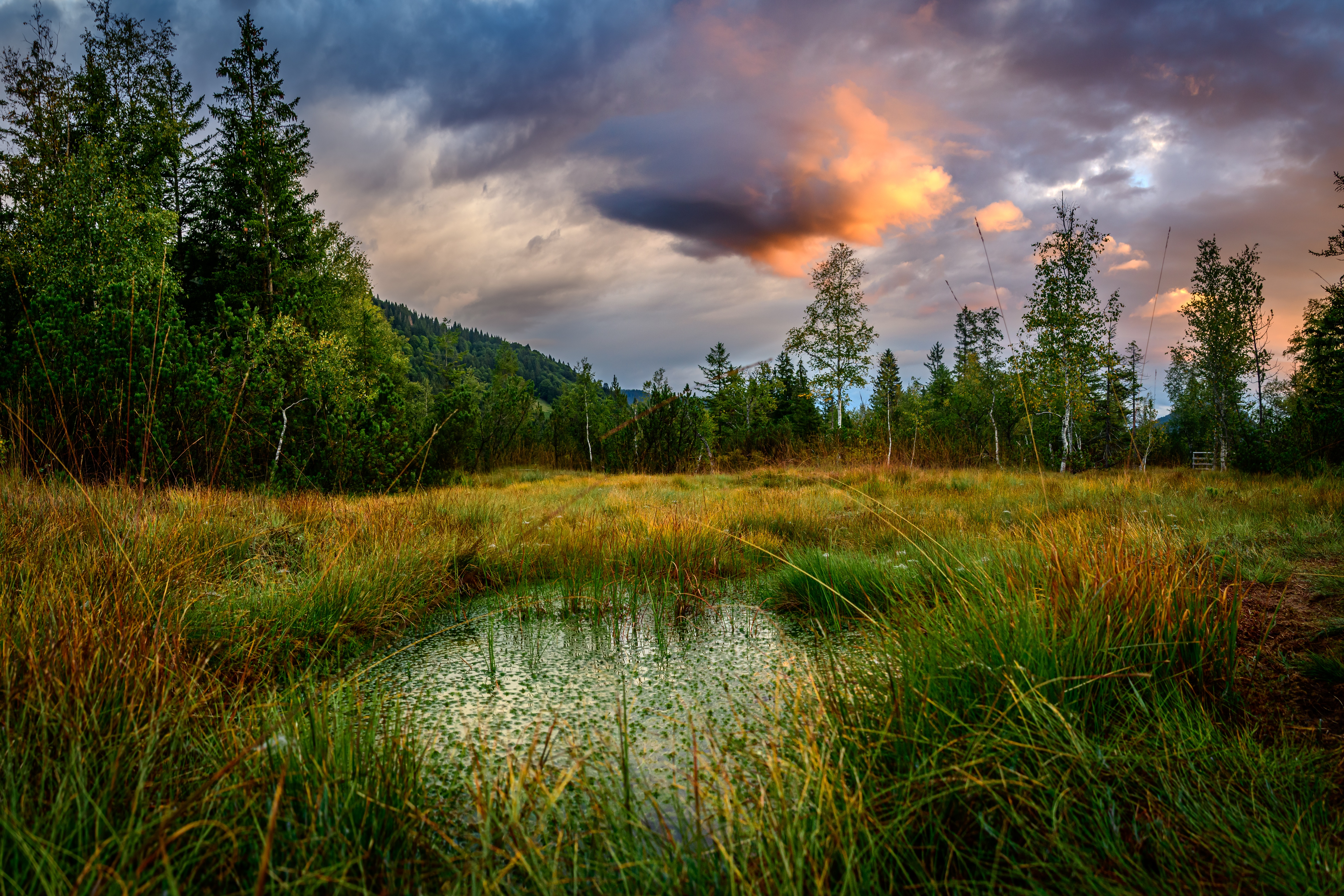
Moorauge im Kematsriedmoos

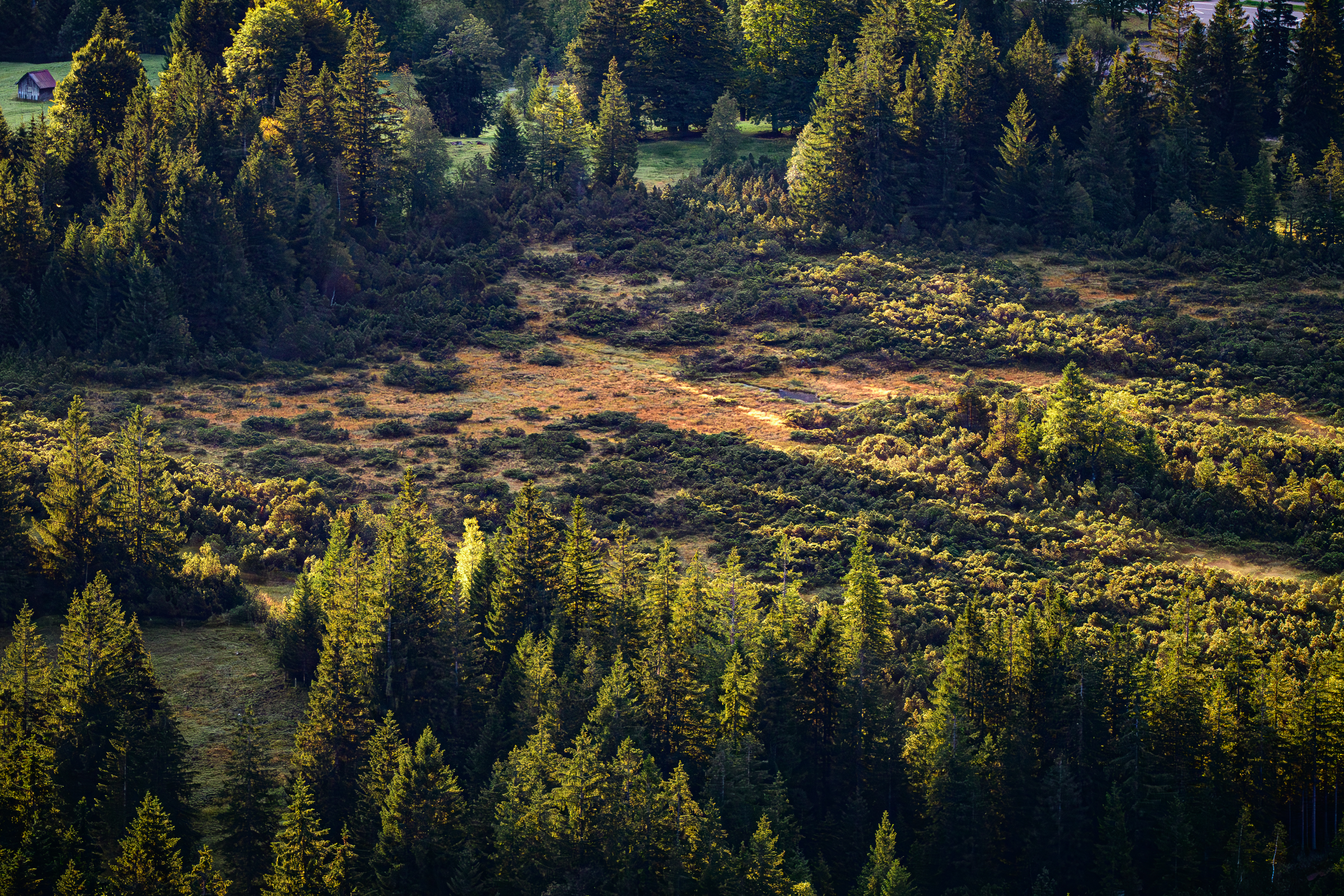
Kematsried-Moos gesehen vom Ornach

Das rund 23 ha große Kematsried-Moos (Moos ist eine im bayerischen häufig verwendete Bezeichnung für ein Moor) liegt östlich von Oberjoch.
Fast an das Dorf angrenzend und heute durch die Straßen nach Schattwald und Unterjoch umgeben, breitet sich die Moorfläche aus. Die Herkunft des Moornamens „Kematsried-Moos“ ist unklar. 1435 taucht der Name erstmals schriftlich als „Krämetzried“ auf. Vielleicht steckt in dieser Bezeichnung ein alter, verstümmelter Personenname, vielleicht hat der Name aber auch mit der Bezeichnung „Kremmat“ für Wacholder zu tun. Die Endung -ried ist eher vom althochdeutschen „hreod“ (was Sumpfboden bedeutet) herzuleiten, als dass es ein Hinweis auf Rodung wäre.
Beim Kematsried-Moos handelt es sich um ein Hochmoor. Es verdankt seine Entstehung ausschließlich den Niederschlägen. Hydrologisch ist es, im Gegensatz zu den verschiedenen Typen der Niedermoore, unabhängig von Quellen oder dem Grundwasser bzw. stehenden Wasserflächen (Seen, Tümpel). Das Attribut „hoch“ hat nichts mit der Lage im Gebirge zu tun. Vielmehr zeigen vollausgeprägte Hochmoore im Querschnitt eine uhrglasförmige Aufwölbung, die mehrere Meter betragen kann. Das Kematsried-Moos freilich lässt diese Aufwölbung nicht deutlich erkennen. Es dehnt sich flach, ohne erkennbare Neigung auf dem Sattel aus. Allem Anschein nach ist der Vertorfungsprozess in diesem Moor in Teilen jedenfalls zum Erliegen gekommen. Auch der Befund der angesiedelten Pflanzengesellschaften spricht dafür.
Ein Querweg teilt das Moor in zwei voneinander verschiedene Teile.

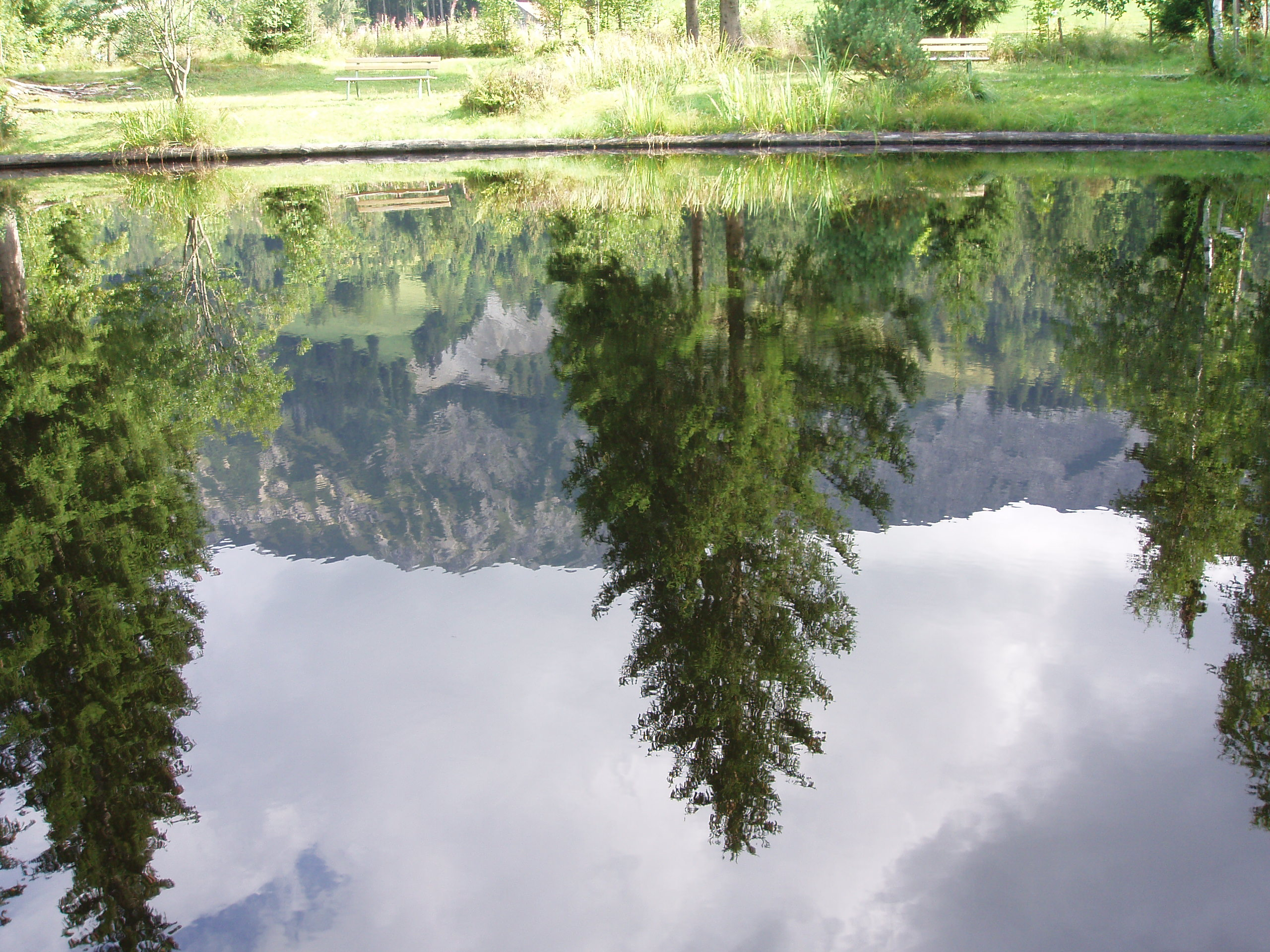
Spiegelung im Moorbad

Im westlichen Teil des Moores hat sich eine Baum-Strauch-Vegetation angesiedelt, wie sie üblicherweise nur für das Randgehänge eines Hochmoores charakteristisch ist. Stellenweise lässt sich schon von einem lichten Moorwald sprechen. In diesem Bereich wächst das Moor nicht mehr. Im östlich des Moor-Querweges gelegenen Teil hingegen findet man kaum Bäume, lediglich im Randbereich zur Straße nach Schattwald hin. Hier trifft man noch eher die für das Hochmoor charakteristischen Vertreter der Torfmoose: in den Rüllen (kleinen natürlichen Wasserläufen) gelegentlich die Weiße Schnabelbinse (Rynchospora alba) und verschiedene Arten von Schlenkentorfmoosen (z. B. das Spieß-Torfmoos (Sphagnum cuspidatum)) und auf den trockeneren Standorten die zu kleinen Horsten (Bulten) aufwachsenden Bulttorfmoose (z. B. das Magellans Torfmoos (Sphagnum magellanicum)). Die Torfmoose verfügen über die erstaunliche Fähigkeit, ein Vielfaches (bis über das 30fache) ihres Trockengewichtes an Wasser in ihren Poren aufnehmen zu können. Sie sind darin einem Schwamm vergleichbar. Die Moose wachsen normalerweise, wenn das Hochmoor noch wächst, d. h. nicht künstlich entwässert wurde oder auf natürliche Weise kein Wasserausbruch stattgefunden hat, alljährlich einige Millimeter in die Höhe. Nach unten sterben die Wurzelteile langsam ab und leiten infolge des reichlich vorhandenen Bodenwassers und des damit zusammenhängenden Luftmangels den Vertorfungsprozess ein. So wächst ein Hochmoor langsam zu seiner charakteristischen Uhrglasform in die Höhe. Je nach dem Zersetzungsgrad des pflanzlichen Ausgangsmaterials lassen sich verschiedene Torfarten unterscheiden.
Blickbestimmend im östlichen Moorbereich sind vor allem ausgedehnte Bestände sich flach am Boden hinziehender, kaum höher als zwei Meter werdender Latschen bzw. Kiefern (Bergkiefer, Pinus montana oder Moorkiefer, Pinus mugo). Dazwischen erstrecken sich vielfach Heidegewächse, z. B. beträchtliche Areale der Rasenbinse (Trichophorum caespitosum), die ebenfalls das Endstadium der Moorentwicklung andeuten. Stellenweise trifft man auch kleinere Kolke, d. h. Wasserlöcher, an. Nach langer Trockenheit, wenn z. B. die Rüllen wasserfrei sind, kann man den anstehenden Torf sehen. Die einzelnen Horste des Bulttorfmooses haben dann schon helle, weiße Verfärbungen. Hierbei handelt es sich um Trockenheitsphänomene. Hochmoore sind insgesamt nährstoffärmer als Niedermoore. Dies gilt auch für die jeweiligen Torfe. Auch der Artenreichtum der Pflanzen in den Hochmooren ist viel geringer als in den Niedermooren.

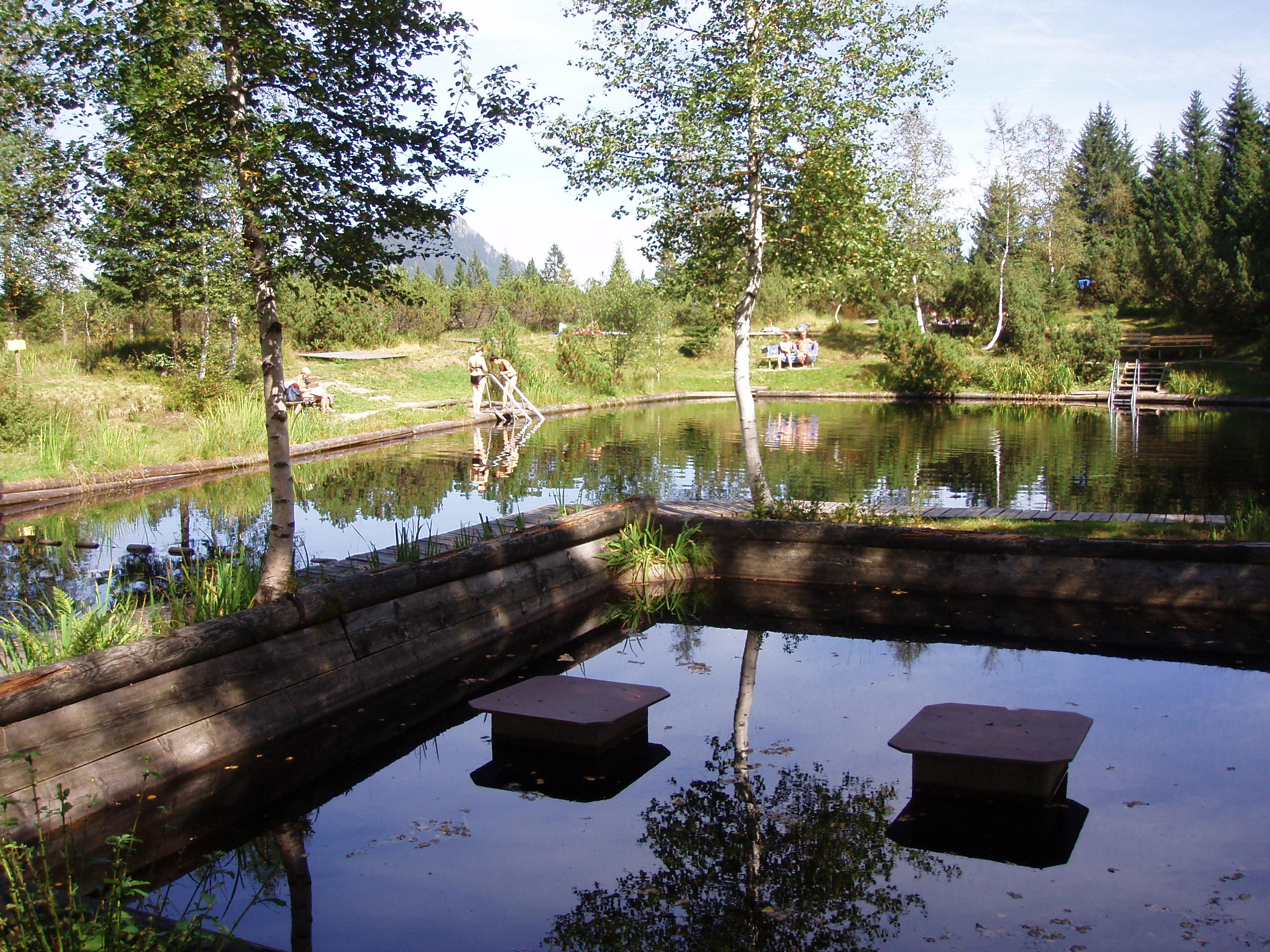
Moorbad in Oberjoch

Glücklicherweise gab es bisher keine umfassenden Versuche zur Kultivierung des Moores, lediglich die Randbereiche des Moores wurden kultiviert. In den ersten Jahrzehnten des vorigen Jahrhunderts und kurz vor und während des Zweiten Weltkrieges wurde jedoch aus Energiegründen vereinzelt Torf gestochen. Diese Eingriffe sind auch an einigen Gräben zu erkennen, die den Wasserhaushalt des Moores verändert haben. Der den Moor-Quer- bzw. Ringweg begleitende, geradlinig verlaufende Graben ist ein Zeugnis dieser Vorgänge. Die hie und da stehenden Holzhütten wurden teilweise als Heustadel genutzt, teils auch im Zusammenhang mit dem Torfstich. Neben dem Versuch der landwirtschaftlichen Kultivierung und dem Torfabstich zu Heizzwecken wurde auch Torf für heilmedizinische Zwecke entnommen (Moorbäder im Hotel Ingeburg). Heute sind derartige Eingriffe nicht mehr möglich.
In den ersten Nachkriegsjahren wurde noch ein kleines Moorbad betrieben, das aber bald nicht mehr zeitgemäß war und seinen Badebetrieb einstellte. Nach langer Pause wurde 1982/83 in rund 2000 freiwilligen Arbeitsstunden das Bad erneuert, das heute als Attraktion Oberjochs gelten kann. Die Materialkosten wurden durch Spenden aufgebracht, so dass bis heute kein Eintrittsgeld erhoben wird. Auch die Badeaufsicht wird auf freiwilliger Basis organisiert. Das Bad ist bei Badewetter von 9–19 Uhr geöffnet und hat trotz fehlender Heizung infolge der natürlichen Aufheizwirkung des Moorbodens im Sommer eine angenehme Badetemperatur von über 20 °C.

## Bauwerke

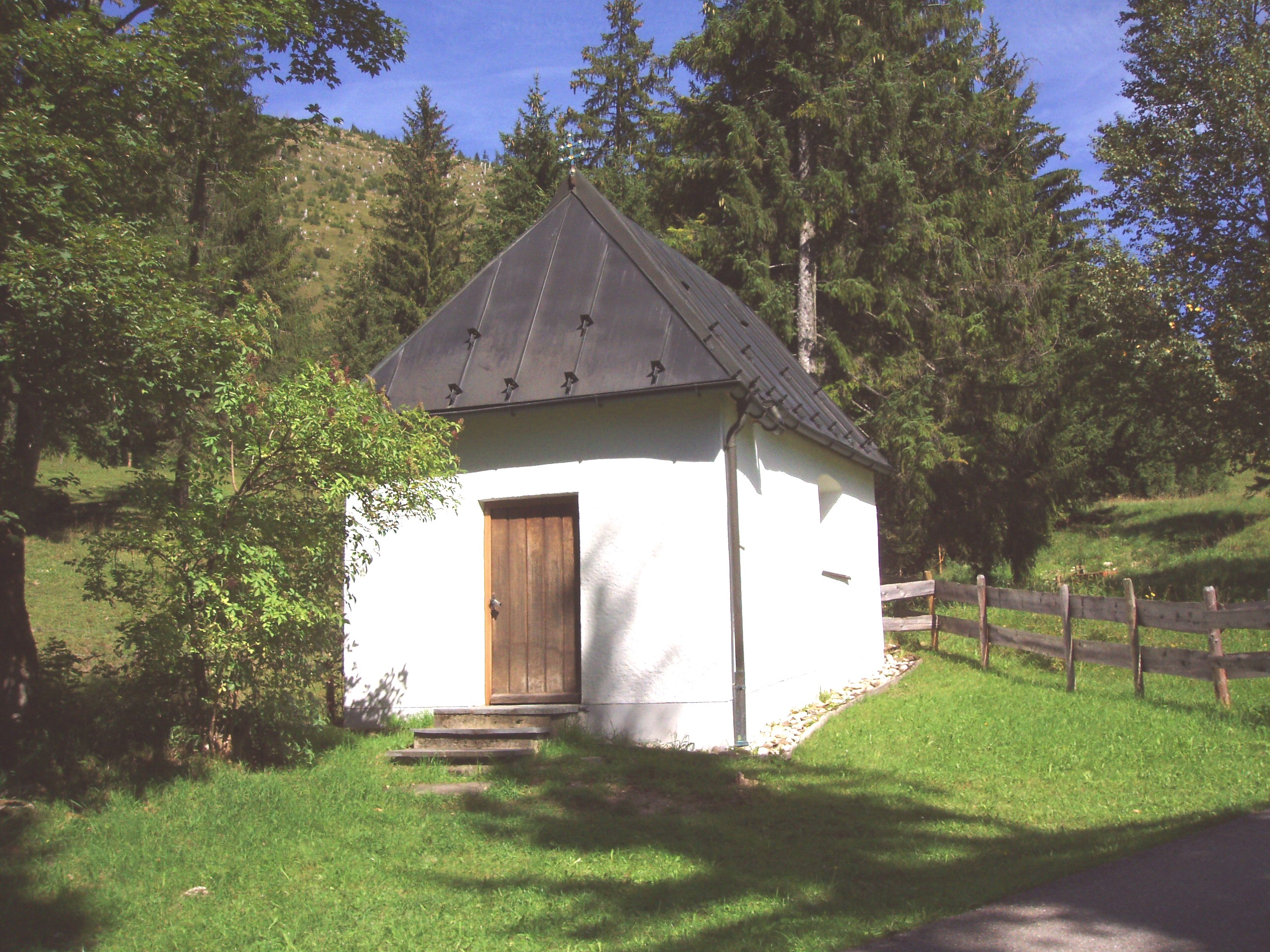
Bildkapelle der Salzfahrer bei Oberjoch
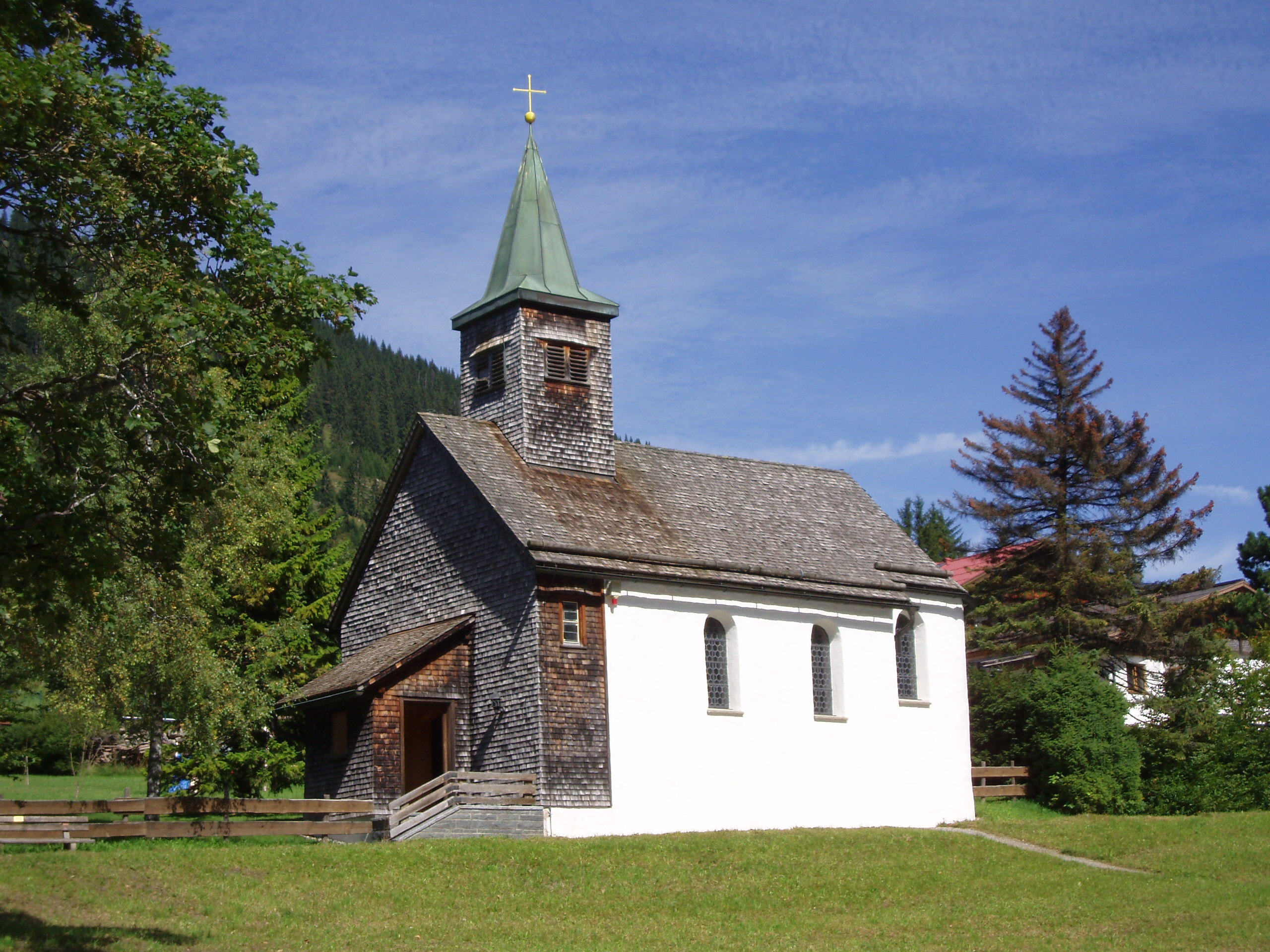
Kapelle St. Jakob in Oberjoch
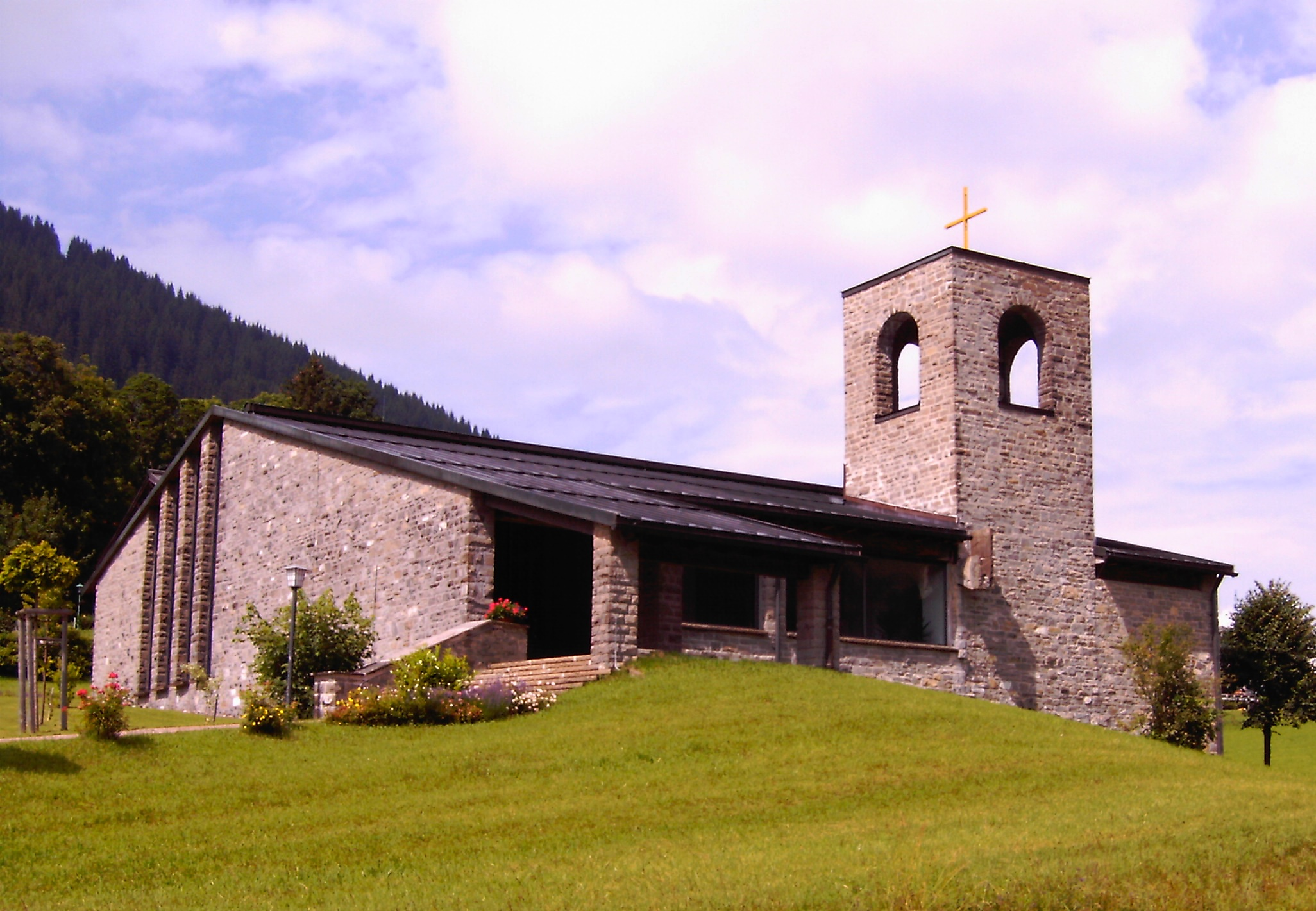
Heilig-Geist-Kirche in Oberjoch

- Bildkapelle: An der alten Jochstraße steht südlich von Oberjoch kurz vor dem Steilabstig ins Ostrachtal die sogenannte Bildkapelle.
- Kapelle St. Jakob: Von der ersten Kapelle wissen wir nur, dass sie 1731 abgebrochen und auf dem heutigen Platz eine größere Kapelle errichtet wurde.
- Heilig-Geist-Kirche: Die Grundsteinlegung erfolgte im Jahr 1968.

## Persönlichkeiten
- Hanspeter Lanig (1935–2022), und seine Schwester Evi waren in den 1950er Jahren berühmte Skiläufer. Hanspeter gewann bei den Olympischen Winterspielen 1960 in Squaw Valley die Silbermedaille in der Abfahrt.
- Anton Morent (1924–2006), Busunternehmer, Mentor des Tourismus im Oberallgäu und Träger des Bundesverdienstkreuzes.